# Softly, as in a Morning Sunrise
Softly, as in a Morning Sunrise ist ein Lied, das Sigmund Romberg auf einen Text von Oscar Hammerstein II komponierte und das 1928 für seine Operette The New Moon entstand. Das Lied hat sich zu einem Pop- und zu einem Jazzstandard entwickelt.

## Kennzeichen des Songs
Softly, as in a Morning Sunrise ist eigentlich ein Song voller Bitterkeit, in dem eine verlorene Liebe beklagt wird. Dabei vergleicht er den Anfang und das Ende der Liebe mit dem Auf- und Untergang der Sonne. Trost spendet, dass sich das Licht der Liebe immer wieder so sanft wie der allmorgendlichen Sonnenaufgang in den neuen Tag einniste.
Der Song ist in der Liedform AABA verfasst. Die in Moll gehaltenen A-Teile weisen jeweils eine II-V-I-Kadenz auf. „Im B-Teil wird die Motivik des A-Teil einfallsreich verarbeitet“; dabei sorgt der Sprung vom Es-Dur-Septakkord zum C-Dur-Septakkord ebenso wie der Tritonus für Überraschung und Spannung. Rhythmisch erinnert der Song an einen argentinischen Tango.

## Rezeptionsgeschichte
Das Stück wurde von Nat Shilkret and the Troubadors mit Sänger Franklyn Baur eingespielt. Ihre Aufnahme erreichte 1929 Platz fünf der amerikanischen Hitparade. Weitere Plattenaufnahmen des Stücks erfolgten zunächst nicht.
Der Bühnenerfolg der New Yorker Fassung der Operette führte aber dazu, dass MGM 1931 eine Filmversion des Stücks von Jack Conway mit Grace Moore und Lawrence Tibbett in die Kinos schickte, wobei der Schauplatz vom New Orleans des späten 18. Jahrhunderts ins alte Russland abgeändert wurde. Im Jahr 1940 wurde eine Remake des Films vorgelegt, in dem Nelson Eddy und Jeanette MacDonald die Hauptrollen hatten.
Erst 1938 entstand eine Version von Artie Shaw, in einem Arrangement von Jerry Gray, die dem Song den weiteren Weg zum Standard öffnete.

### Wichtige Jazzversionen
Nur wenige Musiker der älteren Jazzstile, wie etwa Joe Venuti oder Bobby Hackett haben den Song aufgenommen. Das Modern Jazz Quartet nahm Softly as in the Morning Sunrise zweimal auf. Es stellte in seiner Version von 1955 dem Song einen Kanon Johann Sebastian Bachs voran. Relevante Hardbop-Versionen spielten Sonny Rollins (1957), Sonny Clark (1957) oder Wynton Kelly (1959) ein. Ron Carter nahm den Song als Cellist mit Eric Dolphy für sein Debütalbum Where? auf (1961). Im gleichen Jahr interpretierte John Coltrane den Song auf dem Sopransaxophon (Live! at the Village Vanguard); seine Version wiederum beeinflusste die des Organisten Larry Young (Unity, 1965) mit Joe Henderson und Woody Shaw. 1979 entstand eine Duoversion von Chet Baker und Wolfgang Lackerschmid (Ballads for Two), 1991 diente der Song für ein weiteres Zwiegespräch zwischen Stan Getz und Kenny Barron. Hiromi Uehara legte 2008 ebenso wie Dave Weckl (1990) eine Fusionversion vor. Auch Sängerinnen wie June Christy (1955), Abbey Lincoln (1958), Jenny Evans (1997), Jay Clayton (mit Don Lanphere, 1998) oder Lisa Bassenge haben das Stück in ihr Repertoire übernommen.